# Constantí III d'Abkhàzia
Constantí III d'Abkhàzia (mort el 923) fou rei d'Abkhàzia de la dinastia dels Antxabadze de 894 a 923 (segons Cyril Toumanoff de 899 a 915/916 i segons Marie-Félicité Brosset de 906 a 921).
Era fill de Bagrat I d'Abkhàzia al que va succeir vers finals del segle ix. Va intentar la unitat dels principats georgians al seu favor i es va apoderar de Kartli (sense la Taoklardjètia) el 904. Però va haver de fer front a les dinasties bagràtides encapçalades pel rei de reis Simbaci I el Màrtir d'Armènia i el seu parent llunyà Adarnases IV d'Ibèria. Constantí fou derrotat i quan estava negociant amb el rei armeni fou capturat per aquesta a traïció i enviat a la fortalesa d'Ani. Però al cap d'un temps Simbaci el va alliberar a canvi de la seva aliança contra els àrabs. El 912, quan l'emir Yusuf Ibn Abi'l-Saj va envair Armènia, Simbaci I va intentar refugiar-se a territori Abkhàzia, però Adarnases no li va deixar travessar els seus territoris i va ser finalment capturat i penjat a Dvin (914). Posteriorment, Yusuf Ibn Abi'l-Saj va aprofitar l'oportunitat per devastar el Samtskhe i la Javakètia però aquest acte va marcar el final dels estralls àrabs a terres de Geòrgia, si bé va debilitar a la Taoklardjètia. Constantí III, no obstant això, no va abandonar els seus intents de conquesta i el 916, va aconseguir derrotar el debilitat Adarnases, que es va veure obligat a reconèixer-se com el seu vassall. Aquest fou el començament d'una dominació abkhàzia de gairebé seixanta anys sobre el regne dels kartvels. També va ajudar a Ciríac I de Kakhètia a conquerir Herècia. I tanmateix va intentar estendre la seva influència als ossets (alans) afavorint la seva cristianització.
Constantí III es va casar amb una filla d'Adarnases IV d'Ibèria, de la que va tenir a una filla (casada amb Asoci, príncep d'Artanudji-Calarzene mort el 939) i dos fills, que foren reis d'Abkhàzia: Jordi II i Bagrat II.